# Chimera (電視劇)
《Chimera》，為韓國OCN於2021年10月30日起播出的週末原創連續劇。由《擁抱太陽的月亮》的金道勳導演與《前女友俱樂部》、《我是老師》的李珍梅編劇合作打造。此劇講述重案組刑警在煥（朴海秀飾）、犯罪心理側寫師Eugene（秀賢飾），和外科醫生鍾燁（李熙俊飾），三人各因不同的目的追蹤時隔35年再次發生的連環爆炸殺人案。
香港、新加坡、泰國、印尼、中東、南非及菲律宾由Viu於10月30日起獨家播出。台灣由愛奇藝國際版、friDay影音自10/31起每週日、一首播。

## 演員陣容

### 主要人物
| 演員                | 角色                               | 介紹 | 粤語配音                                   |
| 朴海秀              | 車在煥                             | 中山警署重案組刑警，性格細心，調查時有完美主義傾向，絕不放過其他刑警會大意略過的細微線索。徐賢泰和柳星姬的兒子，與已去世的韓柱錫情同父子。他發現現在發生的連環爆炸事件和35年前的「Chimera案」有關聯。隨着事件的深入，他開始與鐘燁合作調查案件。                                                                          | 李家傑                                     |
| 秀賢                | 宥真/Eugene Hathaway               | 犯罪調查要員，FBI出身的恐怖襲擊專家，韓裔美國人犯罪心理側寫師。她只看對方的著裝、表情、語氣就能看透內心，實際上，她對於自己，父母、年齡、生日等一無所知。她在兩年前因為隨便相信人而令一個無辜的人自殺，自此以後就選擇不再相信人。她發覺最近發生的連鎖爆炸事件，和35年前發生的「Chimera案」很相似，因而對案件產生了興趣。 | 何凱怡                                     |
| 李熙俊 童年：李柱原 | 李鐘燁／李太永／Jerome J.Y.Edwards | 徐倫醫院的神經外科醫生，一直在找尋真相的人。金孝京的哥哥，李上宇的兒子。他在父母雙亡後被領養到英國，成大後成為一名精英，畢業於英國名牌大學倫敦國王學院，曾擔任特種部隊SAS生存教官，有很強的抗壓能力。成為醫生回到韓國後卻捲入了神秘的案件，為了查明父親的死亡真相，他開始追查「Chimera案」。喜歡Francis Bacon的作品。    | 蔡威賢 童年：羅婉楓（前期） 植婉雯（後期） |
| 車珠英              | 金孝京                             | UBS電視台新聞部的記者。李鐘燁的妹妹，李上宇的女兒，金亨國的養女。她對世上看似完美的一切下所隱藏的內裡故事很感興趣，頭腦清晰，任何事她聽過一次就不會忘記，面對任何人都不會退縮。當一連串與35年前發生的「Chimera案」很相似的命案發生時，她想揭開這些案件的真相。                                                           | 羅婉楓                                     |

### 主角周邊人物
| 演員                | 角色                                  | 介紹 | 粤語配音 |
| 南基愛 青年：韓智婉 | 車恩秀/柳成熙 （香港Now譯名為柳星姬） | 在煥的媽媽。她靠在菜市場經營紫菜包飯店撫養兒子長大，1984年因車禍頭部受傷而失去過往的所有記憶。失憶後與韓韓柱錫的關係非常親密，但在他死後大受打擊，開始出現精神錯亂的情況，過去的記憶逐漸在腦海中浮現但亦令她混淆了與現在的記憶，試過認不出在煥和忘記韓柱錫死亡的事。失憶前是1984年韓明大學與太三化學合作開發的TH-5研發小組的核心組員，與徐賢泰關係親密，甚至懷上了他的骨肉。雖然是個帶著孩子的寡婦，但她的辦事能力很強。在得知TH-5對人體有害後打算告發此事卻失敗。當女兒被吳宗根等人縱火燒死後開始化身Chimera向他們復仇。 | 馮詠恩   |
| 姜信一 青年：金孝明 | 韓柱錫 （香港Now譯名為韓珠碩）        | 中山警署重案組組長，35年前負責調查「Chimera案」。他和在煥像家人一樣生活著，與車恩秀相識多年，關係密切。他是2019年的Chimera爆炸案的第二個受害人，被Chimera設置的硝酸銀與鎂的混合物燒死。 | 羅偉亮   |
| 崔宏一 青年：李海雲 | 金亨國                                | 金亨國律師事務所的律師，孝京的養父，李上宇的摯友。出生在一個模范家庭，姐姐是老師，弟弟是軍人，畢業於首爾大學法律系，1984年擔任Chimera案李上宇的辯護律師，一直堅信李上宇是無辜的，但當時受到李民基等人的威脅被迫將案件的資料全部燒毀。在金永晨死後將她的孩子-孝京帶回家中撫養長大，現幫助李鐘燁揭發當年TH-5的秘密。 | 周鑫霆   |
| 康相元              | 李上宇                                | 李太永的爸爸，金亨國的好友。曾考入首爾大學法律系，但因貧窮無法支付學費只能輟學。曾於太三化學任職，35年前「Chimera事件」的嫌犯，在警署被裴昇寬嚴刑逼供奄奄一息時被徐賢泰殺死。 | 周倚天   |
| 石甫裴              | 全永晨 （香港Now譯名為金永晨）        | 李上宇的妻子，李太永的媽媽。在老公去世後不久也因病去世。 | 石梓晴   |

### 中山警署
| 演員                | 角色                           | 介紹 | 粤語配音 |
| 禹賢 (青年：樑朱浩) | 裴昇寬 （香港Now譯名為裴承寬） | 中山警署署長，是拘捕35年前「Chimera事件」的嫌疑人李上宇的刑警，多年來一直隱瞞李上宇死亡的真相。常常將朝鮮時代任職左議政的荊州裴氏第九代祖先的座右銘掛在嘴邊。                                                  | 鄧燦陽   |
| 許俊碩              | 高光秀 （香港Now譯名為高光洙） | 中山警署特別調查部組長，人很聰明，反應快，身手好，但是為人非常固執。新羅高中第48屆畢業生，爸爸曾是全羅南道行政區的公務員。因他的性格刻薄，而且按照原則行事，所以和別人無法好好相處。他有著不能出人頭地的情結。 | 周倚天   |
| 權赫賢              | 李建英                         | 中山警署重案組刑警，和在煥搭檔的後輩，遇事很快就可以判斷情況。 | 簡懷甄   |
| 尹知原              | 張荷娜                         | 中山警署影像分析室的女警，擅長從影像中找出蛛絲馬跡，對在煥有好感。雖然她很會玩電腦，因而在影像分析室工作，但內心想去重案組體驗一下警察工作的精髓。                                                             | 顧詠雪   |
| 金智勳              | 趙韓哲                         | 中山警署重案組刑警，給人有舒適印象的刑警。與其說固執己見，他是遵命誠實的公務員類型。 | 柯偉聰   |
| 鄭榮基              | 林弼成                         | 中山警署重案組刑警，和在煥經常對立。性格粗暴，曾有過兩次酒後駕駛所以一直壓抑自己想喝酒的慾望。他是裴昇寬在重案組的眼線，一直將調查到的案情告知裴昇寬。                                                         | 黃榮璋   |

### 徐倫集團
| 演員                    | 角色   | 介紹 | 粤語配音 |
| 李基英 （青年：李時勳） | 徐賢泰 | 徐倫集團的會長，太三化學會長的長子。李民基的高中同學。1984年時為太三化學的理事，他故意接近民基的妹妹華靜，成功研發出TH-5之後地位大大提升。最後太三與徐倫合併，他也成為徐倫家的女婿，慢慢佔據了徐倫集團的會長位置。他在遇到星姬後意識到自己是在煥的父親，同時殺死李上宇的真相也慢慢被揭露出來。 | 何家裕   |
| 金貴善 （青年：張泰民)  | 李民基 | 國會議員，檢察官出身，華靜的哥哥，賢泰的高中同學。1984年他是負責調查「Chimera連環殺人案」的公安檢察官，但他在過程中隱瞞了真相。 | 陳力航   |
| 金好貞                  | 李華靜 | 民基的妹妹，賢泰的妻子，徐倫醫院的理事長。她的性格敏感且嫉妒心很強，事業手腕突出，追求藝人氣質，收集現代美術家的作品。 | 陳凱婷   |
| 金慶民                  | 文組長 | 徐倫集團徐賢泰的秘書。 | 郭湛深   |

### Chimera案相關人物
| 演員                    | 角色                           | 介紹 | 粤語配音 |
| 李奎福                  | 姜商具                         | 假扮消防員的“Chimera模範犯”，在韓明大學物料管理科工作。一直夢想成為一名消防員，但是因色盲所以多次投考都不合格，直到2013年開始購買消防員制服和寫Blog，在網絡世界假扮自己是消防員，網名是「扶余消防員」。父母都是常青樹的受害人，他們曾在太三化學TH-5生產工廠工作，父親因此患上血癌去世，母親患上血管性認知障礙，而且因為長時間暴露在特定的化學物環境令母系的基因發生突變導致姜商具一出生就患上先天性紅綠色盲，與徐倫集團打了10年官司最後還是敗訴。因此對徐倫集團懷恨在心一直伺機報復。用朴道成的貨車故意將裝有水炸彈的桶裝水送去徐倫新大樓辦公室引起爆炸。 | 鄭偉豪   |
| 李成訓 （青年：權赫範） | 咸龍福                         | 1984年在馬川警署工作，與裴昇寬、韓韓柱錫一起調查「Chimera案」。2019年被Chimera寄來的書籍裡的白磷引起爆炸而死，包裹炸彈案的受害人，是2019年Chimera爆炸案的第三個受害人。 | 陳成港   |
| 廉東憲 (青年：金道亨)   | 孫完基                         | 前和平日報的記者，35年前報道「Chimera案」的記者。2019年在賭場外的車上被Chimera用過量的氧氣引發爆炸而死，成為2019年Chimera爆炸案的首個受害人。 | 郭湛深   |
| 姜正久                  | 吳中根 （香港Now譯名為吳宗根） | 1984年韓明大學與太三化學合作開發的TH-5研發小組的組員，朴仁相的下屬與心腹，在車上打開Chimera火機引發爆炸致死，1984年Chimera爆炸案的第一位受害人。 | 陳成港   |
| 尹賢                    | 嚴相旭 （香港Now譯名為林相旭） | 1984年韓明大學與太三化學合作開發的TH-5研發小組的組員，朴仁相的下屬與心腹，1984年6月9日被實驗室中過量的氧氣引發爆炸致死，1984年Chimera爆炸案的第二位受害人。 | 柯偉聰   |
| 宋敬義                  | 朴仁尚 （香港Now譯名為朴仁相） | 1984年韓明大學的教授，他接受了徐賢泰的研發資助開始研發TH-5，成立TH-5的研發小組，但其實並沒有什麼實力又很貪錢，很會拍馬屁，發現柳星姬要告發TH-5後欲對她不利。1984年Chierma案的第三位受害人，被柳星姬用火燒死。 | 鄭偉豪   |
|                         | 白銀哲                         | 1984年韓明大學朴教授TH-5研發小組的組員，在1984年Chimera案發前已經飛往國外留學，並留在國外發展。 | N/A      |
| 趙乘演                  |                                | 韓明大學的教授，1984年曾與朴仁相一起共事。 | 陳成港   |

### UBS電視台
| 演員   | 角色                       | 介紹 | 粤語配音 |
| 金正學 | 勇俊 （香港Now譯名為龍俊） | UBS電視台新聞部的組長。雖然同意孝京做Chimera案的特輯，但礙於徐倫集團的壓力，在節目播出前命令將關於常青樹、TH5與1984年的Chimera爆炸案內容全部剪走。 | 郭湛深   |
| 金相日 | 允錫                       | UBS電視台時事探查報導組的記者，金孝京的前輩。 | 陳力航   |
| 宋志勳 |                            | UBS電視台的攝影師。 | 陳成港   |
|        |                            | UBS電視台的人，與孝京一起進入案發現場拍攝。 | N/A      |

### 其他人物
| 演員           | 角色                           | 介紹 | 粤語配音                      |
| 許亨圭         |                                | KCSI科學鑑證隊的調查員，一直協助在煥偵查Chimera案。 | 陳成港                        |
| 柳泰浩         | 楊博士                         | 國立科學搜查研究院博士。 | 周鑫霆                        |
| 張俊昊         | 韓政宇 （香港Now譯名為韓鐘雲） | 徐倫集團企劃調整室室長，龍俊的大學前輩。在會議上提出慢慢停產常青樹。 | 譚漢華                        |
| 朴勝燦         |                                | KCSI科學鑑證隊的組長。 | 何家裕                        |
|                |                                | KCSI科學鑑證隊爆破組成員。 | 鄧燦陽                        |
| 尹鍾求         |                                | 非法賭場裡的職員，知道孫完基經常輸錢後撒潑。 | 陳成港                        |
| 金承賢         |                                | 非法賭場裡賭錢的男人。 | 周鑫霆                        |
| 劉相勳         |                                | 非法賭場的警衞，警告孫完基不要耍花樣。 | 陳力航                        |
| 李昇熙         |                                | 孫完基的情婦。 | 植婉雯                        |
| 林徹洙         | 洪永植 （香港Now譯名為洪吉童） | 向孫完基追債的人。 | 黃榮璋                        |
| 申敏宰         | 姜虎東                         | 向孫完基追債的人，後幫助在煥監視釜山檢察廳派來的檢察官。 | 陳力航                        |
|                |                                | 賭場的男人。 | 譚漢華                        |
| 徐永嬅         | 黃女士                         | 賭場的神婆，認識孫完基，後幫助李鐘燁尋找柳星姬的下落。 | 石梓晴                        |
|                |                                | 1984年為吳宗根訂購美國硝酸的老闆。 | 周鑫霆                        |
| N/A            |                                | 1984年吳宗根車上的電台廣播。 | 鄭偉豪                        |
| 嚴慧秀         |                                | 在煥墮樓送到醫院後負責的急症室護士。 | 陳凱婷                        |
|                |                                | 在煥墮樓送到醫院後的急症室護士。 | 郭湛深                        |
| 康哲城         |                                | 負責墮樓後的在煥的急症室醫生。 | 陳成港                        |
|                |                                | 負責墮樓後的在煥的急症室護士。 | 植婉雯                        |
| 吳珍河         |                                | 在煥住院時負責的護士。 | 植婉雯                        |
|                |                                | 李上宇被捕時圍在他家門口的記者。 | 陳成港                        |
|                |                                | 顧詠雪 |                               |
|                |                                | 植婉雯 |                               |
| 林智賢         |                                | 徐倫醫院的資料紀錄員。 | 石梓晴                        |
|                |                                | 徐倫醫院的資料室員工。 | 植婉雯                        |
|                |                                | 被建英詢問有無見過韓韓柱錫的老人。 | 周鑫霆                        |
| N/A            |                                | 報道韓韓柱錫遭遇燃燒事件的新聞。 | 鄧燦陽                        |
| 金思勳         |                                | 圍著裴昇寬追問燃燒事件的記者。 | 陳力航                        |
|                |                                | 陳凱婷 |                               |
|                |                                | 為裴昇寬擋住記者的警察。 | 鄭偉豪                        |
|                |                                | 2019年報道燃燒事件的新聞主播。 | 鄭偉豪                        |
| 朴龍           | 李善浩                         | 組長級警察。 | 郭湛深                        |
| 許善行         | 鄭秀真                         | 何家裕 |                               |
| 裴起範         |                                | 陳力航 |                               |
|                |                                | 陳力航 | 韓韓柱錫追悼會上喊口號的人。  |
|                |                                | 1984年韓明大學的保安，巡邏時遇到林相旭。 | 周鑫霆                        |
| 朴永福         |                                | 找金亨國咨詢撫養費問題的男人。 | 周倚天                        |
| 沈永民         | 朴成和                         | 國會議員，在野黨的黨員，為常青樹受害人發聲。 | 周鑫霆                        |
|                |                                | 國會議員，在野黨的黨員，支持集體訴訟法保障常青樹受害人的權益。 | 羅偉亮                        |
| 金道信         | 崔鍾浩                         | 國會議員，執政黨的黨員，反對對常青樹受害人有利的事。 | 何家裕                        |
|                |                                | 在徐倫集團外示威要求停產常青樹的受害人。 | 植婉雯                        |
|                |                                | 郭湛深 |                               |
| 閔大植         |                                | 徐倫集團的總監，在會議上告知徐賢泰常青樹受害人的動向。 | 陳成港                        |
| 金相日         |                                | 徐倫集團法務組的主管，提出只要無法證明常青樹主要成分TH5對人體有害就不會影響到集團。 | 鄧燦陽                        |
|                |                                | 徐倫集團大堂的前台。 | 馮詠恩                        |
|                |                                | 徐倫集團二樓向華靜問好的員工。 | 石梓晴                        |
| 李載銀         | 張女士                         | 恩秀餐廳的員工，因要參加葬禮而無法留在店裡幫忙。 | 植婉雯                        |
| 玉珠里         |                                | 韓韓柱錫房子的包租婆，來找恩秀說要清走他的物品。 | 石梓晴                        |
| N/A            |                                | 建英買咖啡的咖啡店店員。 | 植婉雯                        |
| 尹熙元         |                                | 徐倫集團的律師，受徐賢泰命令去警署帶李鐘燁出來。 | 陳力航                        |
| Barri Tsavaris | Sam                            | Eugene的朋友。 | N/A                           |
| 李彩敏         | 鄭順貞                         | 咸龍福的情婦。 | 植婉雯                        |
| 金孝振         | 趙南順                         | 姜商具的媽媽。曾在太三化學TH-5生產工廠工作，因工作的關係長期暴露在特定的化學物環境，令母系的基因發生突變導致生下的姜商具患有先天性色盲。現患上血管性認知障礙，一直在治療中。                                     | 石梓晴                        |
| N/A            | 姜元燮                         | 姜商具的爸爸。曾在太三化學TH-5生產工廠工作，因長時間接觸有害物質患上血癌，於2013年去世。 | N/A                           |
| 申美英         |                                | 孤兒領養紀錄資料部門的職員。 | 馮詠恩                        |
| 成賢美         |                                | 雜貨店東主。 | 陳凱婷                        |
| 朴鍾寶         |                                | 地主。 | 何家裕                        |
| 權容植         |                                | 巡警。 | 郭湛深                        |
| 劉世禮         |                                | 護士。 | 石梓晴                        |
| 孔賢智         |                                | 李鐘燁的前台護士。 | 植婉雯                        |
| 朱敏燦         |                                | 救護員。 | 郭湛深                        |
| 李東郁         |                                | 羅偉亮 |                               |
| 趙南熙         |                                | 徐倫醫院的醫生，咸龍福的主診醫生。後受徐賢泰吩咐醫治因地盤爆炸受傷的人。 | 陳力航（前期） 羅偉亮（後期） |
|                |                                | 報道江陵市包裹炸彈案受害人的新聞主播。 | 陳凱婷                        |
| N/A            |                                | 報道鏡浦市包裹炸彈案的新聞主播。 | 羅偉亮                        |
| 尹孝植         |                                | 馬川社區中心的職員，告知在煥李上宇的家庭情況。 | 周鑫霆                        |
| 李世朗         |                                | 希望孤兒院的職員，將李太永的資料告知在煥。 | 馮詠恩                        |
| N/A            |                                | 報道警方扣押和調查C-Tech的新聞主播。 | 羅偉亮                        |
|                |                                | 在課堂上向Eugene提問白磷與包裹炸彈案的學生。 | 郭湛深                        |
|                |                                | 黃榮璋 |                               |
|                |                                | 韓明大學物料管理科職員，姜商具的同事。 | 植婉雯                        |
| 權泰鎮         |                                | 陳力航 |                               |
| 朴秉旭         |                                | 徐倫集團新大樓的建築現場辦公室的地盤所長，被姜商具設計的水桶炸彈炸死。 | 羅偉亮                        |
|                |                                | 徐倫集團新大樓的建築現場辦公室的承包商員工，被姜商具設計的水桶炸彈炸死。 | 陳力航                        |
|                |                                | 韓明大學圖書館的職員，將1984年有關TH-5的論文提供給鐘燁。 | 植婉雯                        |
|                |                                | 韓明大學資料室的職員，拒絕提供教職員個人資料給在煥。 | 陳力航                        |
| 安成健         | 朴道成                         | 34歲，被誤認是Chimera的人。有違反交通規則，組織暴力等多項犯罪前科。開了一間叫“清澈泉水”的桶裝水代理公司，將裝桶裝水的貨車給姜商具開。父母是徐倫C&T的員工，因為常青樹工廠的有害物質患上血癌，控告徐倫集團卻失敗。 | 郭湛深                        |
|                |                                | 韓明大學自然科學院研究大樓實驗室見到車恩秀暈倒的學生。 | 郭湛深                        |
|                | 金世靜                         | 節目“金世靜的放大鏡”的主持，邀請Eugene和金孝京上節目做嘉賓講述最近發生的Chimera案。 | 石梓晴                        |
|                |                                | 接恩秀到醫院的救護員。 | 陳成港                        |
|                |                                | 中山警署挖苦在煥抓錯疑犯的警察。 | 羅偉亮                        |
|                |                                | 黃尉斯 |                               |
| 朴閔英         |                                | 韓明大學的職員，幫Eugene匯款到海外銀行。 | 石梓晴                        |
|                |                                | Eugene家樓下的保安，幫在煥疏散B座的居民。 | 黃尉斯                        |
|                |                                | 李華靜派來帶李鐘燁去機場的人。 | 羅偉亮                        |
|                |                                | 陳成港 |                               |
|                |                                | 陳力航 |                               |
|                |                                | 鄧燦陽 |                               |
|                |                                | 黃榮璋 |                               |
|                |                                | 中山警署負責佈置特別晉升頒獎典禮會場的警長。 | 黃志明                        |
|                |                                | 中山警署佈置頒獎典禮會場的警察。 | 柯偉聰                        |
|                |                                | 陳成港 |                               |
|                |                                | 中山警署頒獎典禮會場測試麥克風的警察。 |                               |
|                |                                | 中山警署餐廳的職員。 | 植婉雯                        |
| N/A            |                                | 中山警署裡發佈緊急火警演戲通知的人。 | 石梓晴                        |
|                |                                | 拆彈組的警察。 | 陳成港                        |
| 朴正文         |                                | 陳力航 |                               |
| 孫東華         | 羅賢仲                         | 將送給裴昇寬的禮物拿進辦公室的警察。 | 郭湛深                        |
|                |                                | UBS電視台討論中山警署有炸彈的人。 | 羅偉亮                        |
|                |                                | 鄭偉豪 |                               |
|                |                                | 中山警署阻止金孝京見李鐘燁的警察。 | 郭湛深                        |
| 金炳徹         |                                | 釜山檢察廳派來的檢察官，受徐賢泰的指使假藉調查之名帶走李鐘燁。 | 黃尉斯                        |
| 李鄭權         |                                | 陳成港 |                               |
|                |                                | 在檢察廳外等候的記者。 | 羅偉亮                        |
|                |                                | 報道李鐘燁逃走的MBS新聞主播。 | 羅偉亮                        |
| 金誠俊         |                                | 在山上搜尋李鐘燁下落的搜索隊巡警。 | 柯偉聰                        |
|                |                                | 劇場“秋日的風景”裡飾演兒子角色的演員。 | 潘昀雋                        |
|                |                                | 劇場“秋日的風景”裡飾演媽媽角色的演員。 | 植婉雯                        |
| 宋宥弦         | 尤妮                           | 網上頻道節目“尤妮的Valkyrie”的主持，孝京認識多年的朋友。 | 植婉雯                        |
| N/A            |                                | 報道李鐘燁逃走三日後警方仍未抓獲他的新聞主播。 | 羅偉亮                        |
|                |                                | 徐賢泰派去殺死李鐘燁的人。 | 郭湛深                        |
|                |                                | 柯偉聰 |                               |
|                |                                | 鄧燦陽 |                               |
|                |                                | 黃榮璋 |                               |
|                |                                | 鄭偉豪 |                               |
|                |                                | 周倚天 |                               |
|                |                                | 陳力航 |                               |
|                |                                | JN大樓保安室的保安。 | 鄧燦陽                        |
| 金東坤         |                                | 守在李鐘燁病房外的警察。 | 鄧燦陽                        |
|                |                                | 為李鐘燁做手術的醫生。 | 羅偉亮                        |
|                |                                | 在金孝京曝光李上宇被逼供致死後在公司外採訪李民基的記者。 | 鄧燦陽                        |
|                |                                | 鄭偉豪 |                               |
| 李東圭         |                                | 郭湛深 |                               |
|                |                                | 石梓晴 |                               |
|                |                                | 陳凱婷 |                               |
|                |                                | 李民基的秘書。 | 陳成港                        |
| 延帝勳         |                                | 療養院監察車恩秀的警察。 | 陳成港                        |
|                |                                | 車恩秀所在療養院的職員。 | 石梓晴                        |
| 吳基煥         |                                | 已移民澳洲的前Hanter Production代表，與金孝京是大學同學。 | 張振熙                        |
| N/A            |                                | 報道徐賢泰無罪釋放的新聞主播。 | 陳成港                        |
|                |                                | 報道徐賢泰因爆炸身亡的MBS新聞主播。 | 植婉雯                        |

## 收視率
| 集數       | 播出日期   | AGB收視率        | AGB收視率      |
| 集數       | 播出日期   | 大韓民國（全國） | 首爾（首都圈） |
| ---------- | ---------- | ---------------- | -------------- |
| 1          | 2021/10/30 | 0.949%           |                |
| 2          | 2021/10/31 | 1.352%           | 1.741%         |
| 3          | 2021/11/06 | 0.868%           |                |
| 4          | 2021/11/07 | 1.084%           |                |
| 5          | 2021/11/13 | 1.002%           |                |
| 6          | 2021/11/14 | 1.427%           | 1.515%         |
| 7          | 2021/11/20 | 0.935%           |                |
| 8          | 2021/11/21 | 1.571%           |                |
| 9          | 2021/11/27 | 1.101%           |                |
| 10         | 2021/11/28 | 2.108%           | 2.075%         |
| 11         | 2021/12/04 | 1.239%           |                |
| 12         | 2021/12/05 | 2.088%           | 1.915%         |
| 13         | 2021/12/11 | 1.185%           |                |
| 14         | 2021/12/12 | 2.018%           | 1.935%         |
| 15         | 2021/12/18 | 1.744%           |                |
| 16         | 2021/12/19 | 2.390%           | 2.423%         |
| 平均收視率 | 平均收視率 | 1.441%           | －             |

- 收視最低的集數以藍色表示，收視最高的集數以紅色表示，而空格則表示該集的收視沒有相關數據。

## 同時段競爭作品
週五六時段劇集
- MBC 金土連續劇：《衣袖紅鑲邊》
- SBS 金土連續劇：《One the Woman》、《現正分手中》
- tvN 金土連續劇：《Happiness》、《Bad and Crazy》

週末時段劇集
- KBS1 大河連續劇：《太宗李芳遠》
- KBS2 週末連續劇：《紳士與小姐》
- JTBC 週末連續劇：《具景伊》、《雪降花》
- tvN 週末連續劇：《智異山》

## 註解
1. ↑  犯案者自稱「Chimera」，即希臘神話中有著獅頭、山羊身及蛇尾，會噴火的怪物。
2. ↑  第7集出現名字漢字。
3. ↑  第7集出現名字漢字。
4. ↑   註:

## 外部連結
- 韓國OCN官方網站
- 臺灣八大電視官方網站（繁體中文）
- Daum上《Chimera》的資料
- NAVER上《Chimera》的資料

| OCN Original Series                    | OCN Original Series                                   | OCN Original Series |
| -------------------------------------- | ----------------------------------------------------- | ------------------- |
|                                        | Chimera （2021年10月30日－2021年12月19日）            |                     |
| Times （2021年2月20日－2021年3月28日） | 日曜連續劇 優越的一天 （2022年3月13日－2022年5月1日） |                     |

| 香港 Now劇集台 每日 22:00 - 23:00          | 香港 Now劇集台 每日 22:00 - 23:00         | 香港 Now劇集台 每日 22:00 - 23:00 |
| ------------------------------------------ | ----------------------------------------- | --------------------------------- |
|                                            | Chimera （2022年5月24日－2022年6月14日）  |                                   |
| High Class （2022年5月2日－2022年5月23日） | Happiness （2022年6月15日－2022年7月2日） |                                   |

| 臺灣 八大綜合台 OCN劇場 星期六 22:30 - 00:00 | 臺灣 八大綜合台 OCN劇場 星期六 22:30 - 00:00 | 臺灣 八大綜合台 OCN劇場 星期六 22:30 - 00:00 |
| -------------------------------------------- | -------------------------------------------- | -------------------------------------------- |
|                                              | 奇美拉 （2022年12月3日－2023年3月25日）      |                                              |
| 圈套 （2022年10月15日－2022年11月26日）      | Times （2023年4月1日－2023年6月17日）        |                                              |